# Lucius Aelius Tubero
Lucius Aelius Tubero est un homme politique et écrivain romain du Ier siècle av. J.-C., connu pour son amitié avec Cicéron.

## Biographie
Issu de la gens Aelia, Lucius Aelius Tubero est un ami d'enfance de Cicéron, lien qu'il renforce en devenant parent par alliance par la suite. Ils combattent côte à côte lors de la guerre Marsique. Entre 61 et 58 av. J.-C., il sert comme légat sous les ordres de son frère Quintus Tullius Cicero en Asie. À son retour d'Asie en 58 av. J.-C., il rend visite à Cicéron exilé à Thessalonique et l'avertit de projets d'assassinats à son encontre s'il se rendait en Asie.
Préteur, probablement en 54 av. J.-C., il aurait dû gouverner l'Afrique en 49 av. J.-C. Mais le déclenchement de la guerre civile le prive de son gouvernement ; il se rend alors auprès  de Pompée, et combat à Pharsale contre César l'année suivante. Il obtient par la suite le pardon de César, retourne à Rome avec son fils Quintus Aelius Tubero et se retire de la vie politique.
Tubéron cultivait la philosophie et les lettres, écrivant des annales aujourd'hui perdue. Le philosophe Énésidème lui dédia ses travaux sur la philosophie sceptique de Pyrrhon.